# Felix Jenewein
Felix Jenewein (ur. 4 sierpnia 1857 w Kutnej Horze, zm. 2 stycznia 1905 w Brnie) – czeski malarz i ilustrator.

## Życiorys i twórczość
W latach 1873–1879 studiował na praskiej Akademii Sztuk Pięknych, w pracowni profesora Jana Swertsa. Od 1879 do 1880 kontynuował naukę u profesora Josefa Matyáša Trenkwalda w Wiedniu.
Specjalizował się w malarstwie figuratywnym, historycznym i religijnym. Należał do tzw. generacji Teatru Narodowego. Nawiązywał do twórczości prerafaelitów.
W 1941 jego małżonka i wdowa po nim, Marie Jeneveinová, przekazała ponad dwieście jego dzieł miastu Kutná Hora. Prace są prezentowane w miejscowej Galerii Felixa Jeneweina, w Sankturinovskim domu.

## Galeria

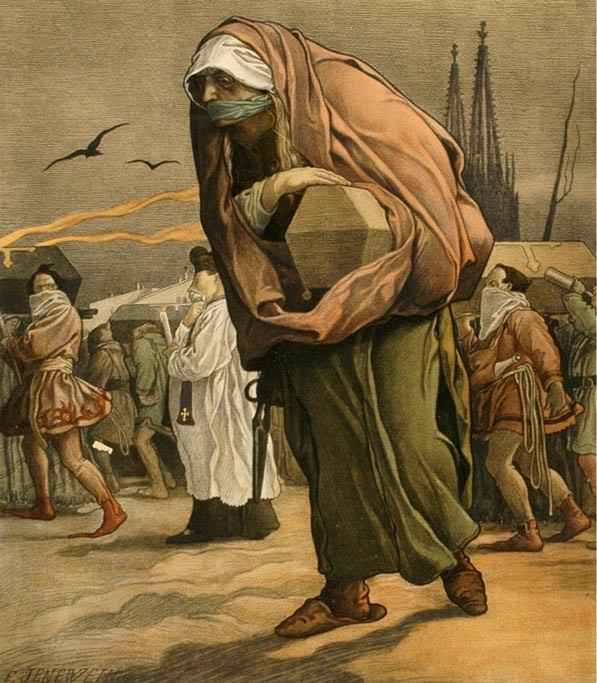
Mor (przed 1905)
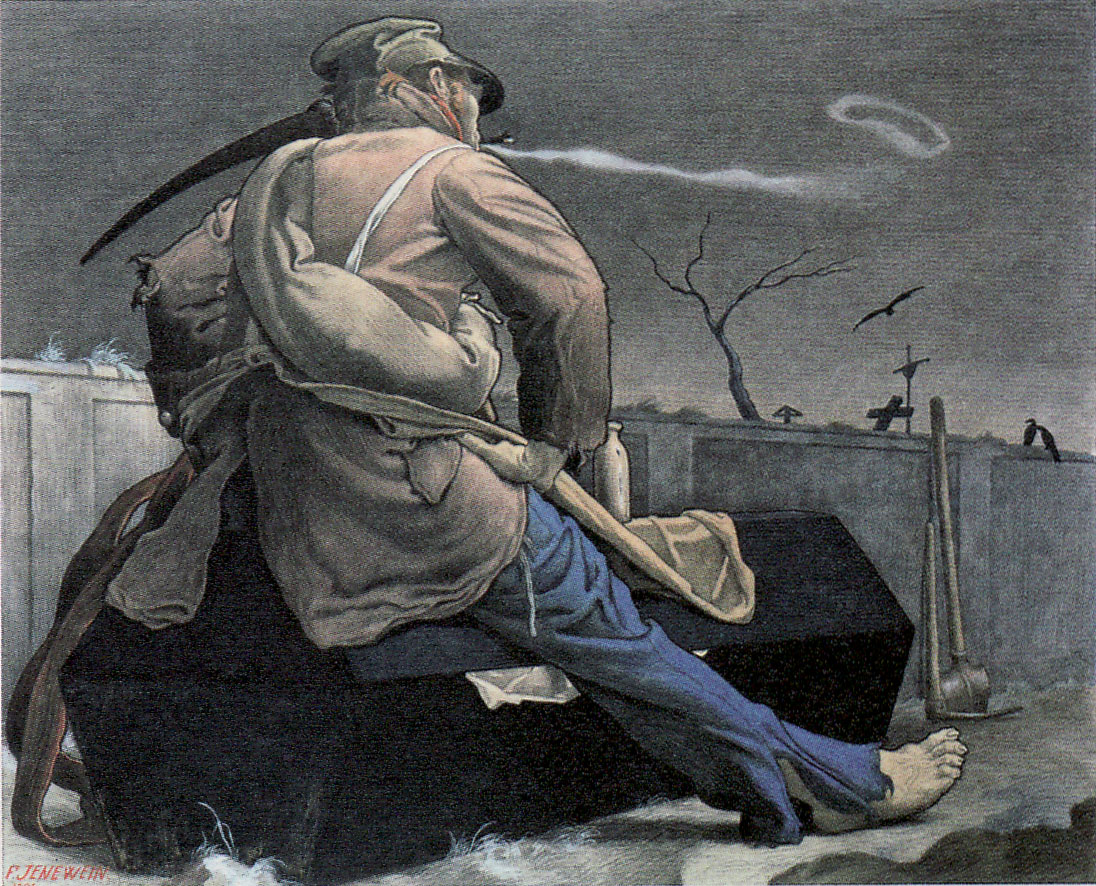
Pohřeb sebevraha (1901)